# چارلز ای. باکمن
چارلز اِی. باکمن (انگلیسی: Charles A. Bachman؛ ‏ ۱۲ ژوئیهٔ ۱۸۸۲ – ۱۴ مهٔ ۱۹۶۶) بازیگر اهل ایالات متحده آمریکا بود.
از فیلم‌ها یا برنامه‌های تلویزیونی که وی در آن نقش داشته‌است، می‌توان به ستاره‌ای انتخاب کن، نخاله‌ها در دریا، صحبت تمامی شهر، روابط ما، زحمت را کم کن، ما را ببخشید، سیرک، صد سال دوم، شلوار پوشاندن به فیلیپ، شکوه چهارم، تجارت میمون و حکم احضار اشاره کرد.